# Higashinaruse (Akita)
Higashinaruse (東成瀬村 Higashinaruse-mura?) es una villa localizada en la prefectura de Akita, Japón. En octubre de 2018 tenía una población de 2.527 habitantes y una densidad de población de 12,4 personas por km². Su área total es de 203,69 km².

## Geografía

### Municipios circundantes
- Prefectura de Akita
  - Yuzawa
  - Yokote
- Prefectura de Miyagi
  - Kurihara
- Prefectura de Iwate
  - Ichinoseki
  - Ōshū
  - Nishiwaga

## Demografía
Según datos del censo japonés, la población de Higashinaruse ha disminuido en los últimos años.
| Año del censo | Población |
| ------------- | --------- |
| 1995          | 3.568     |
| 2000          | 3.390     |
| 2005          | 3.180     |
| 2010          | 2.872     |
| 2015          | 2.610     |